# Rouillon

Rouillon este o comună în departamentul Sarthe, Franța. În 2009 avea o populație de 2,191 de locuitori.